# Enchenopa rugosa
Enchenopa rugosa är en insektsart som beskrevs av Fowler. Enchenopa rugosa ingår i släktet Enchenopa och familjen hornstritar. Inga underarter finns listade i Catalogue of Life.